# Rosetta Cattaneo
Rosetta Cattaneo, född 14 januari 1919 i stadsdelen Greco i Milano, regionen Lombardiet, död 14 juli 1988 var en italiensk friidrottare med löpgrenar som huvudgren. Cattaneo var en pionjär inom damidrott och hon blev bronsmedaljör vid EM i friidrott 1938 (det första EM i friidrott, där damtävlingar var tillåtna även om herrtävlingen hölls separat i Paris).

## Biografi
Rosetta Cattaneo föddes 1919 i Milano i norra Italien. Efter att hon börjat med friidrott tävlade hon i kortdistanslöpning och stafettlöpning. Hon gick senare med i idrottsföreningen "La Filotecnica Milano" i hemstaden. Hon tävlade för klubben under hela sin aktiva tid.
1938 deltog hon vid EM i friidrott 17 september–18 september på Praterstadion i Wien. Under tävlingarna tog hon bronsmedalj i stafettlöpning 4 x 100 meter med 49,4 sekunder (med Maria Alfero, Maria Apollonio, Rosetta Cattaneo som tredje löpare och Italia Lucchini).
1939 tog hon sin första medalj i de italienska mästerskapen vid tävlingar i Milano då hon vann guldmedalj på löpning 200 meter. Hon blev italiensk mästare på 200 meter även 1940, 1942 och 1943. Hon blev även italiensk mästare på stafett 4 x 100 meter 1941.